# 同志政社
同志政社（どうしせいしゃ）は、明治時代の帝国議会における院内会派。

## 歴史
1892年12月、自由党の総理星亨の収賄疑惑で離党した議員14名によって結成された。最初は「同志倶楽部」という名前だったが、後に同志政社に改名した。
1894年3月の第3回衆議院議員総選挙で18議席を獲得したのち、5月に同盟政社と合併して立憲革新党を結成した。